# Пляжний волейбол на літніх Олімпійських іграх 2020 (чоловіки)
Чоловічий турнір із пляжного волейболу на Літніх Олімпійських іграх 2020 відбувся в Токіо з 24 липня по 7 серпня 2021 року.

## Груповий етап
За підсумками групового етапу напряму в 1/8 фіналу вийдуть 12 команд, що посядуть у своїх групах 1-е та 2-е місця, а також дві команди, які посядуть 3-і місця з найкращими показниками. Ще чотири команди, які також стали третіми у групах, проведуть стикові матчі, два переможці яких пройдуть до 1/8 фіналу. Далі турнір пройде за системою плей-оф.
|  | Кваліфікація до плей-оф |
|  | Втішний раунд           |

### Група А
| М | Команда                            | Очки | Матчі | Матчі | Сети | Сети | Сети  | Мʼячі | Мʼячі | Мʼячі |
| М | Команда                            | Очки | В     | П     | В    | П    | В:П   | В     | П     | В:П   |
| - | ---------------------------------- | ---- | ----- | ----- | ---- | ---- | ----- | ----- | ----- | ----- |
| 1 | ОКР Костянтин Семенов/Ілля Лешуков | 6    | 3     | 0     | 6    | 0    | MAX   | 127   | 107   | 1.187 |
| 2 | Андерс Муль/Крістіан Серум (NOR)   | 5    | 2     | 1     | 4    | 3    | 1.333 | 137   | 133   | 1.030 |
| 3 | Пабло Еррера/Адріан Гавіра (ESP)   | 4    | 1     | 2     | 2    | 4    | 0.500 | 120   | 120   | 1.000 |
| 4 | Кріс Макг'ю/Дам'єн Шуман (AUS)     | 3    | 0     | 3     | 1    | 6    | 0.167 | 114   | 138   | 0.826 |

| Дата  | Час (UTC+9) |                                    | Рахунок |                                    | Сети  | Сети  | Сети  | Протокол                                           |
| Дата  | Час (UTC+9) | 1                                  | Рахунок | 2                                  | 3     |       |       | Протокол                                           |
| ----- | ----------- | ---------------------------------- | ------- | ---------------------------------- | ----- | ----- | ----- | -------------------------------------------------- |
| 24.07 | 16:00       | ОКР Костянтин Семенов/Ілля Лешуков | 2:0     | Пабло Еррера/Адріан Гавіра (ESP)   | 21–19 | 22–20 |       | Звіт [Архівовано 24 липня 2021 у Wayback Machine.] |
| 24.07 | 22:00       | Андерс Муль/Крістіан Серум (NOR)   | 2:1     | Кріс Макг'ю/Дам'єн Шуман (AUS)     | 21–18 | 18–21 | 15–13 | Звіт [Архівовано 28 липня 2021 у Wayback Machine.] |
| 26.07 | 15:00       | ОКР Костянтин Семенов/Ілля Лешуков | 2:0     | Кріс Макг'ю/Дам'єн Шуман (AUS)     | 21–14 | 21–16 |       | Звіт [Архівовано 28 липня 2021 у Wayback Machine.] |
| 26.07 | 22:00       | Андерс Муль/Крістіан Серум (NOR)   | 2:0     | Пабло Еррера/Адріан Гавіра (ESP)   | 21–17 | 24–22 |       | Звіт [Архівовано 28 липня 2021 у Wayback Machine.] |
| 28.07 | 17:00       | Пабло Еррера/Адріан Гавіра (ESP)   | 2:0     | Кріс Макг'ю/Дам'єн Шуман (AUS)     | 21–16 | 21–16 |       | Звіт [Архівовано 28 липня 2021 у Wayback Machine.] |
| 28.07 | 22:00       | Андерс Муль/Крістіан Серум (NOR)   | 0:2     | ОКР Костянтин Семенов/Ілля Лешуков | 19–21 | 19–21 |       | Звіт [Архівовано 28 липня 2021 у Wayback Machine.] |

### Група B
| М | Команда                                      | Очки | Матчі | Матчі | Сети | Сети | Сети  | Мʼячі | Мʼячі | Мʼячі |
| М | Команда                                      | Очки | В     | П     | В    | П    | В:П   | В     | П     | В:П   |
| - | -------------------------------------------- | ---- | ----- | ----- | ---- | ---- | ----- | ----- | ----- | ----- |
| 1 | ОКР В'ячеслав Красильников/Олег Стояновський | 5    | 2     | 1     | 5    | 4    | 1.250 | 169   | 148   | 1.142 |
| 2 | Мартінс Плявіньш/Едгарс Точс (LAT)           | 5    | 2     | 1     | 4    | 3    | 1.333 | 83    | 93    | 0.892 |
| 3 | Жошуа Гастон Лейва/Жозе Луіс Камаржо (MEX)   | 4    | 1     | 2     | 4    | 4    | 1.000 | 150   | 151   | 0.993 |
| 4 | Ондржей Перушич/Давід Швейнер (CZE)          | 4    | 1     | 2     | 3    | 5    | 0.600 | 96    | 148   | 0.649 |

| Дата  | Час (UTC+9) |                                              | Рахунок |                                            | Сети  | Сети  | Сети  | Протокол                                           |
| Дата  | Час (UTC+9) | 1                                            | Рахунок | 2                                          | 3     |       |       | Протокол                                           |
| ----- | ----------- | -------------------------------------------- | ------- | ------------------------------------------ | ----- | ----- | ----- | -------------------------------------------------- |
| 26.07 | 10:00       | ОКР В'ячеслав Красильников/Олег Стояновський | 2:1     | Жошуа Гастон Лейва/Жозе Луіс Камаржо (MEX) | 24–26 | 21–15 | 18–16 | Звіт [Архівовано 7 серпня 2021 у Wayback Machine.] |
| 26.07 | 17:00       | Ондржей Перушич/Давід Швейнер (CZE)          | 0:2     | Мартінс Плявіньш/Едгарс Точс (LAT)         | ТП    | ТП    |       | Звіт [Архівовано 7 серпня 2021 у Wayback Machine.] |
| 29.07 | 16:00       | Ондржей Перушич/Давід Швейнер (CZE)          | 2:1     | Жошуа Гастон Лейва/Жозе Луіс Камаржо (MEX) | 17–21 | 21–16 | 16–14 | Звіт [Архівовано 7 серпня 2021 у Wayback Machine.] |
| 29.07 | 17:00       | ОКР В'ячеслав Красильников/Олег Стояновський | 1:2     | Мартінс Плявіньш/Едгарс Точс (LAT)         | 21–13 | 19–21 | 11–15 | Звіт                                               |
| 31.07 | 15:00       | Мартінс Плявіньш/Едгарс Точс (LAT)           | 0:2     | Жошуа Гастон Лейва/Жозе Луіс Камаржо (MEX) | 18–21 | 16–21 |       | Звіт                                               |
| 31.07 | 16:00       | ОКР В'ячеслав Красильников/Олег Стояновський | 2:1     | Ондржей Перушич/Давід Швейнер (CZE)        | 19–21 | 21–13 | 15–8  | Звіт                                               |

### Група C
| М | Команда                             | Очки | Матчі | Матчі | Сети | Сети | Сети  | Мʼячі | Мʼячі | Мʼячі |
| М | Команда                             | Очки | В     | П     | В    | П    | В:П   | В     | П     | В:П   |
| - | ----------------------------------- | ---- | ----- | ----- | ---- | ---- | ----- | ----- | ----- | ----- |
| 1 | Шериф Юноус/Ахмед Тіжан (QAT)       | 6    | 3     | 0     | 6    | 0    | MAX   | 129   | 103   | 1.252 |
| 2 | Джейк Гібб/Трай Борн (USA)          | 5    | 2     | 1     | 4    | 2    | 2.000 | 121   | 119   | 1.017 |
| 3 | Адріан Гайдріх/Мірко Герсон (SUI)   | 4    | 1     | 2     | 2    | 5    | 0.400 | 133   | 139   | 0.957 |
| 4 | Адріан Карамбула/Енріко Россі (ITA) | 3    | 0     | 3     | 1    | 6    | 0.167 | 125   | 147   | 0.850 |

| Дата  | Час (UTC+9) |                                     | Рахунок |                                     | Сети  | Сети  | Сети  | Протокол                                           |
| Дата  | Час (UTC+9) | 1                                   | Рахунок | 2                                   | 3     |       |       | Протокол                                           |
| ----- | ----------- | ----------------------------------- | ------- | ----------------------------------- | ----- | ----- | ----- | -------------------------------------------------- |
| 25.07 | 17:00       | Шериф Юноус/Ахмед Тіжан (QAT)       | 2:0     | Адріан Гайдріх/Мірко Герсон (SUI)   | 21–17 | 21–16 |       | Звіт [Архівовано 31 липня 2021 у Wayback Machine.] |
| 25.07 | 22:00       | Джейк Гібб/Трай Борн (USA)          | 2:0     | Адріан Карамбула/Енріко Россі (ITA) | 21–18 | 21–19 |       | Звіт [Архівовано 31 липня 2021 у Wayback Machine.] |
| 28.07 | 9:00        | Джейк Гібб/Трай Борн (USA)          | 2:0     | Адріан Гайдріх/Мірко Герсон (SUI)   | 21–19 | 23–21 |       | Звіт [Архівовано 31 липня 2021 у Wayback Machine.] |
| 28.07 | 20:00       | Шериф Юноус/Ахмед Тіжан (QAT)       | 2:0     | Адріан Карамбула/Енріко Россі (ITA) | 24–22 | 21–13 |       | Звіт [Архівовано 31 липня 2021 у Wayback Machine.] |
| 30.07 | 10:00       | Адріан Карамбула/Енріко Россі (ITA) | 1:2     | Адріан Гайдріх/Мірко Герсон (SUI)   | 14–21 | 26–24 | 13–15 | Звіт [Архівовано 31 липня 2021 у Wayback Machine.] |
| 30.07 | 22:00       | Шериф Юноус/Ахмед Тіжан (QAT)       | 2:0     | Джейк Гібб/Трай Борн (USA)          | 21–18 | 21–17 |       | Звіт [Архівовано 31 липня 2021 у Wayback Machine.] |

### Група D
| М | Команда                                     | Очки | Матчі | Матчі | Сети | Сети | Сети  | Мʼячі | Мʼячі | Мʼячі |
| М | Команда                                     | Очки | В     | П     | В    | П    | В:П   | В     | П     | В:П   |
| - | ------------------------------------------- | ---- | ----- | ----- | ---- | ---- | ----- | ----- | ----- | ----- |
| 1 | Алісон Серутті/Альваро Мораїш Філью (BRA)   | 5    | 2     | 1     | 5    | 2    | 2.500 | 143   | 127   | 1.126 |
| 2 | Александер Брауер/Роберт Міувсен (NED)      | 5    | 2     | 1     | 4    | 2    | 2.000 | 120   | 108   | 1.111 |
| 3 | Філ Далгауссер/Нік Лусена (USA)             | 5    | 2     | 1     | 4    | 4    | 1.000 | 147   | 144   | 1.021 |
| 4 | Ніколас Капогроссо/Хуліан Амадо Азаад (ARG) | 3    | 0     | 3     | 1    | 6    | 0.167 | 107   | 138   | 0.775 |

| Дата  | Час (UTC+9) |                                           | Рахунок |                                             | Сети  | Сети  | Сети  | Протокол                                           |
| Дата  | Час (UTC+9) | 1                                         | Рахунок | 2                                           | 3     |       |       | Протокол                                           |
| ----- | ----------- | ----------------------------------------- | ------- | ------------------------------------------- | ----- | ----- | ----- | -------------------------------------------------- |
| 24.07 | 10:00       | Алісон Серутті/Альваро Мораїш Філью (BRA) | 2:0     | Ніколас Капогроссо/Хуліан Амадо Азаад (ARG) | 21–16 | 21–17 |       | Звіт [Архівовано 24 липня 2021 у Wayback Machine.] |
| 24.07 | 21:00       | Александер Брауер/Роберт Міувсен (NED)    | 2:0     | Філ Далгауссер/Нік Лусена (USA)             | 21–17 | 21–18 |       | Звіт [Архівовано 31 липня 2021 у Wayback Machine.] |
| 27.07 | 12:00       | Алісон Серутті/Альваро Мораїш Філью (BRA) | 1:2     | Філ Далгауссер/Нік Лусена (USA)             | 22–24 | 21–19 | 13–15 | Звіт [Архівовано 31 липня 2021 у Wayback Machine.] |
| 27.07 | 21:00       | Александер Брауер/Роберт Міувсен (NED)    | 2:0     | Ніколас Капогроссо/Хуліан Амадо Азаад (ARG) | 21–14 | 21–14 |       | Звіт [Архівовано 31 липня 2021 у Wayback Machine.] |
| 29.07 | 11:00       | Філ Далгауссер/Нік Лусена (USA)           | 2:1     | Ніколас Капогроссо/Хуліан Амадо Азаад (ARG) | 21–19 | 18–21 | 15–6  | Звіт [Архівовано 31 липня 2021 у Wayback Machine.] |
| 29.07 | 22:00       | Алісон Серутті/Альваро Мораїш Філью (BRA) | 2:0     | Александер Брауер/Роберт Міувсен (NED)      | 21–14 | 24–22 |       | Звіт [Архівовано 31 липня 2021 у Wayback Machine.] |

### Група E
| М | Команда                               | Очки | Матчі | Матчі | Сети | Сети | Сети  | Мʼячі | Мʼячі | Мʼячі |
| М | Команда                               | Очки | В     | П     | В    | П    | В:П   | В     | П     | В:П   |
| - | ------------------------------------- | ---- | ----- | ----- | ---- | ---- | ----- | ----- | ----- | ----- |
| 1 | Евандо Олівейра/Бруно Шмідт (BRA)     | 6    | 3     | 0     | 6    | 2    | 3.000 | 151   | 128   | 1.180 |
| 2 | Міхал Бриль/Гжегож Фіялек (POL)       | 5    | 2     | 1     | 5    | 2    | 2.500 | 134   | 120   | 1.117 |
| 3 | Марко Грімальт/Естебан Грімальт (CHI) | 4    | 1     | 2     | 3    | 4    | 0.750 | 125   | 120   | 1.042 |
| 4 | Мохамед Абіча/Зугейр Ельграуї (MAR)   | 3    | 0     | 3     | 0    | 6    | 0.000 | 84    | 126   | 0.667 |

| Дата  | Час (UTC+9) |                                       | Рахунок |                                       | Сети  | Сети  | Сети  | Протокол                                           |
| Дата  | Час (UTC+9) | 1                                     | Рахунок | 2                                     | 3     |       |       | Протокол                                           |
| ----- | ----------- | ------------------------------------- | ------- | ------------------------------------- | ----- | ----- | ----- | -------------------------------------------------- |
| 25.07 | 11:00       | Евандо Олівейра/Бруно Шмідт (BRA)     | 2:1     | Марко Грімальт/Естебан Грімальт (CHI) | 21–15 | 16–21 | 15–12 | Звіт [Архівовано 31 липня 2021 у Wayback Machine.] |
| 25.07 | 16:00       | Міхал Бриль/Гжегож Фіялек (POL)       | 2:0     | Мохамед Абіча/Зугейр Ельграуї (MAR)   | 21–17 | 21–11 |       | Звіт [Архівовано 31 липня 2021 у Wayback Machine.] |
| 27.07 | 15:00       | Евандо Олівейра/Бруно Шмідт (BRA)     | 2:0     | Мохамед Абіча/Зугейр Ельграуї (MAR)   | 21–14 | 21–16 |       | Звіт [Архівовано 31 липня 2021 у Wayback Machine.] |
| 27.07 | 17:00       | Міхал Бриль/Гжегож Фіялек (POL)       | 2:0     | Марко Грімальт/Естебан Грімальт (CHI) | 21–16 | 21–18 |       | Звіт [Архівовано 31 липня 2021 у Wayback Machine.] |
| 30.07 | 11:00       | Марко Грімальт/Естебан Грімальт (CHI) | 2:0     | Мохамед Абіча/Зугейр Ельграуї (MAR)   | 21–14 | 21–12 |       | Звіт [Архівовано 1 серпня 2021 у Wayback Machine.] |
| 30.07 | 21:00       | Міхал Бриль/Гжегож Фіялек (POL)       | 1:2     | Евандо Олівейра/Бруно Шмідт (BRA)     | 21–19 | 14–21 | 15–17 | Звіт [Архівовано 31 липня 2021 у Wayback Machine.] |

### Група F
| М | Команда                                | Очки | Матчі | Матчі | Сети | Сети | Сети  | Мʼячі | Мʼячі | Мʼячі |
| М | Команда                                | Очки | В     | П     | В    | П    | В:П   | В     | П     | В:П   |
| - | -------------------------------------- | ---- | ----- | ----- | ---- | ---- | ----- | ----- | ----- | ----- |
| 1 | Паоло Ніколаї/Даніеле Лупо (ITA)       | 6    | 3     | 0     | 6    | 2    | 3.000 | 150   | 138   | 1.087 |
| 2 | Юліус Толе/Клеменс Віклер (GER)        | 5    | 2     | 1     | 5    | 2    | 2.500 | 138   | 118   | 1.169 |
| 3 | Пйотр Кантор/Бартош Лосяк (POL)        | 4    | 1     | 2     | 3    | 4    | 0.750 | 128   | 125   | 1.024 |
| 4 | Юсуке Ішіджима/Кацухіро Сіраторі (JPN) | 3    | 0     | 3     | 0    | 6    | 0.000 | 91    | 126   | 0.722 |

| Дата  | Час (UTC+9) |                                        | Рахунок |                                  | Сети  | Сети  | Сети  | Протокол                                           |
| Дата  | Час (UTC+9) | 1                                      | Рахунок | 2                                | 3     |       |       | Протокол                                           |
| ----- | ----------- | -------------------------------------- | ------- | -------------------------------- | ----- | ----- | ----- | -------------------------------------------------- |
| 25.07 | 10:00       | Юсуке Ішіджима/Кацухіро Сіраторі (JPN) | 0:2     | Пйотр Кантор/Бартош Лосяк (POL)  | 15–21 | 14–21 |       | Звіт [Архівовано 31 липня 2021 у Wayback Machine.] |
| 25.07 | 20:00       | Юліус Толе/Клеменс Віклер (GER)        | 1:2     | Паоло Ніколаї/Даніеле Лупо (ITA) | 21–19 | 19–21 | 13–15 | Звіт [Архівовано 31 липня 2021 у Wayback Machine.] |
| 27.07 | 10:00       | Юсуке Ішіджима/Кацухіро Сіраторі (JPN) | 0:2     | Паоло Ніколаї/Даніеле Лупо (ITA) | 19–21 | 16–21 |       | Звіт [Архівовано 31 липня 2021 у Wayback Machine.] |
| 27.07 | 20:00       | Юліус Толе/Клеменс Віклер (GER)        | 2:0     | Пйотр Кантор/Бартош Лосяк (POL)  | 22–20 | 21–16 |       | Звіт [Архівовано 31 липня 2021 у Wayback Machine.] |
| 30.07 | 16:00       | Паоло Ніколаї/Даніеле Лупо (ITA)       | 2:1     | Пйотр Кантор/Бартош Лосяк (POL)  | 21–19 | 17–21 | 15–10 | Звіт [Архівовано 31 липня 2021 у Wayback Machine.] |
| 31.07 | 11:00       | Юсуке Ішіджима/Кацухіро Сіраторі (JPN) | 0:2     | Юліус Толе/Клеменс Віклер (GER)  | 16–21 | 11–21 |       | Звіт [Архівовано 31 липня 2021 у Wayback Machine.] |

### Втішний плей-оф
| Дата  | Час (UTC+9) |                                       | Рахунок |                                   | Сети  | Сети  | Сети | Протокол                                           |
| Дата  | Час (UTC+9) | 1                                     | Рахунок | 2                                 | 3     |       |      | Протокол                                           |
| ----- | ----------- | ------------------------------------- | ------- | --------------------------------- | ----- | ----- | ---- | -------------------------------------------------- |
| 31.07 | 21:00       | Пйотр Кантор/Бартош Лосяк (POL)       | 1:2     | Пабло Еррера/Адріан Гавіра (ESP)  | 29–31 | 21–19 | 7–15 | Звіт [Архівовано 7 серпня 2021 у Wayback Machine.] |
| 31.07 | 22:00       | Марко Грімальт/Естебан Грімальт (CHI) | 2:0     | Адріан Гайдріх/Мірко Герсон (SUI) | 21–17 | 21–18 |      | Звіт [Архівовано 7 серпня 2021 у Wayback Machine.] |

## Плей-оф

### 1/8 фіналу
| Дата | Час (UTC+9) |                                            | Рахунок |                                              | Сети  | Сети  | Сети  | Протокол                                           |
| Дата | Час (UTC+9) | 1                                          | Рахунок | 2                                            | 3     |       |       | Протокол                                           |
| ---- | ----------- | ------------------------------------------ | ------- | -------------------------------------------- | ----- | ----- | ----- | -------------------------------------------------- |
| 1.08 | 13:00       | Шериф Юноус/Ахмед Тіжан (QAT)              | 2:1     | Філ Далгауссер/Нік Лусена (USA)              | 14–21 | 21–19 | 15–11 | Звіт [Архівовано 7 серпня 2021 у Wayback Machine.] |
| 1.08 | 22:00       | Андерс Муль/Крістіан Серум (NOR)           | 2:0     | Александер Брауер/Роберт Міувсен (NED)       | 21–17 | 21–19 |       | Звіт [Архівовано 7 серпня 2021 у Wayback Machine.] |
| 2.08 | 13:00       | Евандо Олівейра/Бруно Шмідт (BRA)          | 0:2     | Мартінс Плявіньш/Едгарс Точс (LAT)           | 19–21 | 18–21 |       | Звіт [Архівовано 7 серпня 2021 у Wayback Machine.] |
| 2.08 | 14:00       | ОКР Костянтин Семенов/Ілля Лешуков         | 2:0     | Марко Грімальт/Естебан Грімальт (CHI)        | 21–16 | 21–16 |       | Звіт [Архівовано 7 серпня 2021 у Wayback Machine.] |
| 2.08 | 17:00       | Міхал Бриль/Гжегош Фіялек (POL)            | 0:2     | Паоло Ніколаї/Даніеле Лупо (ITA)             | 20–22 | 18–21 |       | Звіт [Архівовано 7 серпня 2021 у Wayback Machine.] |
| 2.08 | 18:00       | Пабло Еррера/Адріан Гавіра (ESP)           | 0:2     | ОКР В'ячеслав Красильников/Олег Стояновський | 20–22 | 17–21 |       | Звіт [Архівовано 7 серпня 2021 у Wayback Machine.] |
| 2.08 | 21:00       | Жошуа Гастон Лейва/Жозе Луіс Камаржо (MEX) | 0:2     | Алісон Серутті/Альваро Мораїш Філью (BRA)    | 14–21 | 13–21 |       | Звіт [Архівовано 7 серпня 2021 у Wayback Machine.] |
| 2.08 | 22:00       | Джейк Гібб/Трай Борн (USA)                 | 1:2     | Юліус Толе/Клеменс Віклер (GER)              | 21–17 | 15–21 | 11–15 | Звіт                                               |

### Чвертьфінали
| Дата | Час (UTC+9) |                                    | Рахунок |                                              | Сети  | Сети  | Сети | Протокол                                            |
| Дата | Час (UTC+9) | 1                                  | Рахунок | 2                                            | 3     |       |      | Протокол                                            |
| ---- | ----------- | ---------------------------------- | ------- | -------------------------------------------- | ----- | ----- | ---- | --------------------------------------------------- |
| 4.08 | 09:00       | ОКР Костянтин Семенов/Ілля Лешуков | 0:2     | Андерс Мол/Крістіан Сорум (NOR)              | 17–21 | 19–21 |      | Звіт [Архівовано 12 серпня 2021 у Wayback Machine.] |
| 4.08 | 10:00       | Мартінс Плявіньш/Едгарс Точс (LAT) | 2:0     | Алісон Серутті/Альваро Мораїш Філью (BRA)    | 21–16 | 21–19 |      | Звіт [Архівовано 12 серпня 2021 у Wayback Machine.] |
| 4.08 | 21:00       | Юліус Толе/Клеменс Віклер (GER)    | 0:2     | ОКР В'ячеслав Красильников/Олег Стояновський | 16–21 | 19–21 |      | Звіт [Архівовано 7 серпня 2021 у Wayback Machine.]  |
| 4.08 | 22:00       | Шериф Юноус/Ахмед Тіжан (QAT)      | 2:0     | Паоло Ніколаї/Даніеле Лупо (ITA)             | 21–17 | 23–21 |      | Звіт                                                |

### Півфінали
| Дата | Час (UTC+9) |                                  | Рахунок |                                              | Сети  | Сети  | Сети | Протокол                                           |
| Дата | Час (UTC+9) | 1                                | Рахунок | 2                                            | 3     |       |      | Протокол                                           |
| ---- | ----------- | -------------------------------- | ------- | -------------------------------------------- | ----- | ----- | ---- | -------------------------------------------------- |
| 5.08 | 21:00       | Андерс Муль/Крістіан Серум (NOR) | 2:0     | Мартінс Плявіньш/Едгарс Точс (LAT)           | 21–15 | 21–16 |      | Звіт [Архівовано 7 серпня 2021 у Wayback Machine.] |
| 5.08 | 22:00       | Шериф Юноус/Ахмед Тіжан (QAT)    | 0:2     | ОКР В'ячеслав Красильников/Олег Стояновський | 19–21 | 17–21 |      | Звіт                                               |

### Матч за третє місце
| Дата | Час (UTC+9) |                                    | Рахунок |                               | Сети  | Сети  | Сети | Протокол                                            |
| Дата | Час (UTC+9) | 1                                  | Рахунок | 2                             | 3     |       |      | Протокол                                            |
| ---- | ----------- | ---------------------------------- | ------- | ----------------------------- | ----- | ----- | ---- | --------------------------------------------------- |
| 7.08 | 10:00       | Мартінс Плявіньш/Едгарс Точс (LAT) | 0:2     | Шериф Юноус/Ахмед Тіжан (QAT) | 12–21 | 18–21 |      | Звіт [Архівовано 15 серпня 2021 у Wayback Machine.] |

### Фінал
| Дата | Час (UTC+9) |                                  | Рахунок |                                              | Сети  | Сети  | Сети | Протокол                                           |
| Дата | Час (UTC+9) | 1                                | Рахунок | 2                                            | 3     |       |      | Протокол                                           |
| ---- | ----------- | -------------------------------- | ------- | -------------------------------------------- | ----- | ----- | ---- | -------------------------------------------------- |
| 7.08 | 11:30       | Андерс Муль/Крістіан Серум (NOR) | 2:0     | ОКР В'ячеслав Красильников/Олег Стояновський | 21–17 | 21–18 |      | Звіт [Архівовано 7 серпня 2021 у Wayback Machine.] |

## Підсумкова таблиця
| Місце | Команда                                      |
| ----- | -------------------------------------------- |
|       | Андерс Муль/Крістіан Серум (NOR)             |
|       | ОКР В'ячеслав Красильников/Олег Стояновський |
|       | Шериф Юноус/Ахмед Тіжан (QAT)                |
| 4     | Мартінс Плявіньш/Едгарс Точс (LAT)           |
| 5     | Алісон Серутті/Альваро Мораїш Філью (BRA)    |
| 5     | Юліус Толе/Клеменс Віклер (GER)              |
| 5     | Паоло Ніколаї/Даніеле Лупо (ITA)             |
| 5     | ОКР Костянтин Семенов/Ілля Лешуков           |
| 9     | Евандо Олівейра/Бруно Шмідт (BRA)            |
| 9     | Марко Грімальт/Естебан Грімальт (CHI)        |
| 9     | Жошуа Гастон Лейва/Жозе Луіс Камаржо (MEX)   |
| 9     | Олександр Брауер/Роберт Міувсен (NED)        |
| 9     | Міхал Бриль/Гжегож Фіялек (POL)              |
| 9     | Пабло Еррера/Адріан Гавіра (ESP)             |
| 9     | Джейк Гібб/Трай Борн (USA)                   |
| 9     | Філ Далгауссер/Нік Лусена (USA)              |
| 17    | Пйотр Кантор/Бартош Лосяк (POL)              |
| 17    | Адріан Гайдріх/Мірко Герсон (SUI)            |
| 19    | Ніколас Капогроссо/Хуліан Амадо Азаад (ARG)  |
| 19    | Кріс Макхью/Дам'єн Шуман (AUS)               |
| 19    | Ондржей Перушич/Давід Швейнер (CZE)          |
| 19    | Адріан Карамбула/Енріко Россі (ITA)          |
| 19    | Юсуке Ішіджима/Кацухіро Сіраторі (JPN)       |
| 19    | Мохамед Абіча/Зугейр Ельграуї (MAR)          |